# Antonio Di Gennaro
Antonio Di Gennaro (ur. 5 października 1958 we Florencji) – włoski piłkarz. Występował na pozycji pomocnika.

## Kariera klubowa
Di Gennaro profesjonalną karierę rozpoczynał w ACF Fiorentinie. W debiutanckim sezonie rozegrał tam cztery spotkania w Serie A. W kolejnych trzech sezonach zaliczył łącznie czterdzieści ligowych występów. Nie mogąc wywalczyć sobie miejsca w pierwszym składzie, odszedł do AC Perugii. Wraz z tym klubem zajął piętnaste miejsce w Serie A i spadł do drugiej ligi. Zdecydował się wtedy na odejście do Hellasu Werona, grającego w Serie B, podobnie jak Perugia. Jednak już po jednym sezonie spędzonym na zapleczu ekstraklasy, Di Gennaro wywalczył z Hellasem awans do pierwszej ligi. Regularnie grywał tam w pierwszym zespole, a w 1985 zdobył z klubem mistrzostwo Włoch. Rok później grał w Pucharze Europy, który zakończyli na drugiej rundzie.
W 1988 roku przeszedł do drugoligowego AS Bari. W swoim debiutanckim wywalczył z tym klubem awans do ekstraklasy. Po awansie stracił miejsce w składzie tego zespołu, stając się głównie rezerwowym.
W sezonie 1992/1993 był zawodnikiem SS Barletta Calcio, grającego w Serie C1. W tym zespole zakończył karierę.
| Sezon   | Klub               | Kraj   | Rozgrywki | Mecze | Bramki |
| ------- | ------------------ | ------ | --------- | ----- | ------ |
| 1976/77 | ACF Fiorentina     | Włochy | Serie A   | 4     | 0      |
| 1977/78 | ACF Fiorentina     | Włochy | Serie A   | 8     | 0      |
| 1978/79 | ACF Fiorentina     | Włochy | Serie A   | 21    | 3      |
| 1979/80 | ACF Fiorentina     | Włochy | Serie A   | 11    | 2      |
| 1980/81 | AC Perugia         | Włochy | Serie A   | 24    | 3      |
| 1981/82 | Hellas Werona      | Włochy | Serie B   | 33    | 2      |
| 1982/83 | Hellas Werona      | Włochy | Serie A   | 26    | 1      |
| 1983/84 | Hellas Werona      | Włochy | Serie A   | 26    | 4      |
| 1984/85 | Hellas Werona      | Włochy | Serie A   | 29    | 4      |
| 1985/86 | Hellas Werona      | Włochy | Serie A   | 25    | 3      |
| 1986/87 | Hellas Werona      | Włochy | Serie A   | 23    | 3      |
| 1987/88 | Hellas Werona      | Włochy | Serie A   | 20    | 1      |
| 1988/89 | AS Bari            | Włochy | Serie B   | 32    | 3      |
| 1989/90 | AS Bari            | Włochy | Serie A   | 15    | 1      |
| 1990/91 | AS Bari            | Włochy | Serie A   | 17    | 0      |
| 1991/92 | SS Barletta Calcio | Włochy | Serie C1  | 28    | 3      |

## Kariera reprezentacyjna
Di Gennaro jest byłym reprezentantem Włoch. Był uczestnikiem Mistrzostw Świata w 1986 roku. W drużynie narodowej rozegrał 15 spotkań i strzelił cztery gole.